# المتحف الأثري بشمتو

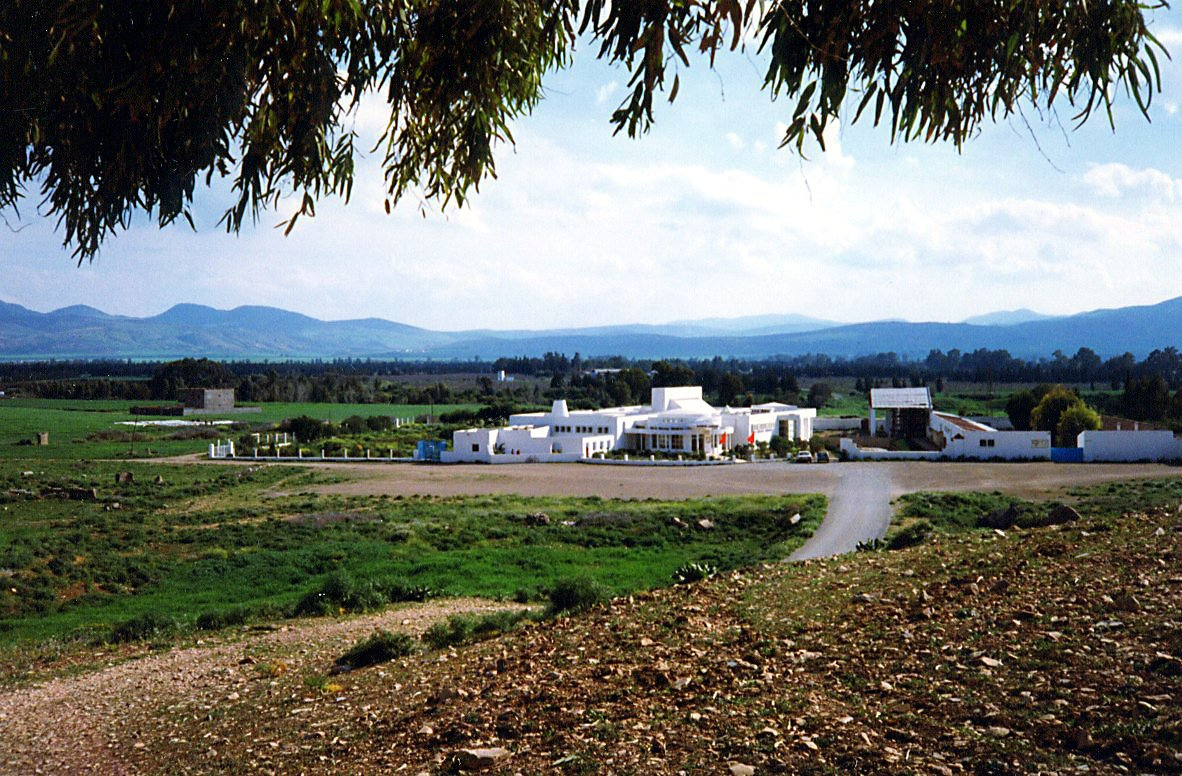
المتحف الأثري بشمتو

المتحف الأثريّ بشِمْتُو أو متحف شمتو الأثري متحف يقع في الموقع الأثري بشمتو بولاية جندوبة بالشمال الغربي التونسي، على بعد 20 كم من مدينة جندوبة. افتتح المتحف في 25 نوفمبر 1997، الموافق لـ 24 رجب 1418هـ.
هذا المتحف حديث التصميم هو ثمرة تعاون علماء الآثار التونسيين من المعهد الوطني للتراث والمعهد الألماني للآثار الرومانية. وهو يتميز بوجوده في مقطع رخام قديم يعود للعهد الروماني (وهو الذي لا يزال مستغلاًّ أيضا في الوقت الحاضر)، ويهدف المتحف إلى شرح كيفية استغلال الرخام في ذلك العهد وعرض بعض الآثار التي عُثر عليها في موقع المدينة النوميدية ثم الرومانية القديمة.
ابتدأ استغلال الرخام الأصفر والأحمر بموقع شمتو في القرن 2 م في المقاطع التي كانت ممتلكات شخصية خاصة لأباطرة الرومان. سمح تموقع شمتو قرب وادي مجردة بتصدير مكثف لهذه المنتجات. كما استؤنف اقتطاع الرخام في القرن التاسع عشر الميلادي.

## أجزاء المتحف
يحتوي المتحف على 4 قاعات عرض موزعة في 3 أجنحة، تبلغ مساحتها الجملية 1500 م². بالمتحف بهو مركزي مفتوح (للهواء الطلق) تُعرض فيه واجهة المعلم الملكي النوميدي. تسمح هذه الساحة متعددة الأغراض المتميزة بالسمعيات الفائقة بإقامة حفلات ومسرحيات في الهواء الطلق، وهي مزودة بركح لـ12 ممثلاً. كما تحتوي على مرافق تلفزية وإضاءة مسرحية ومقاعد لـ200 متفرجٍ.

## خاصيات المتحف

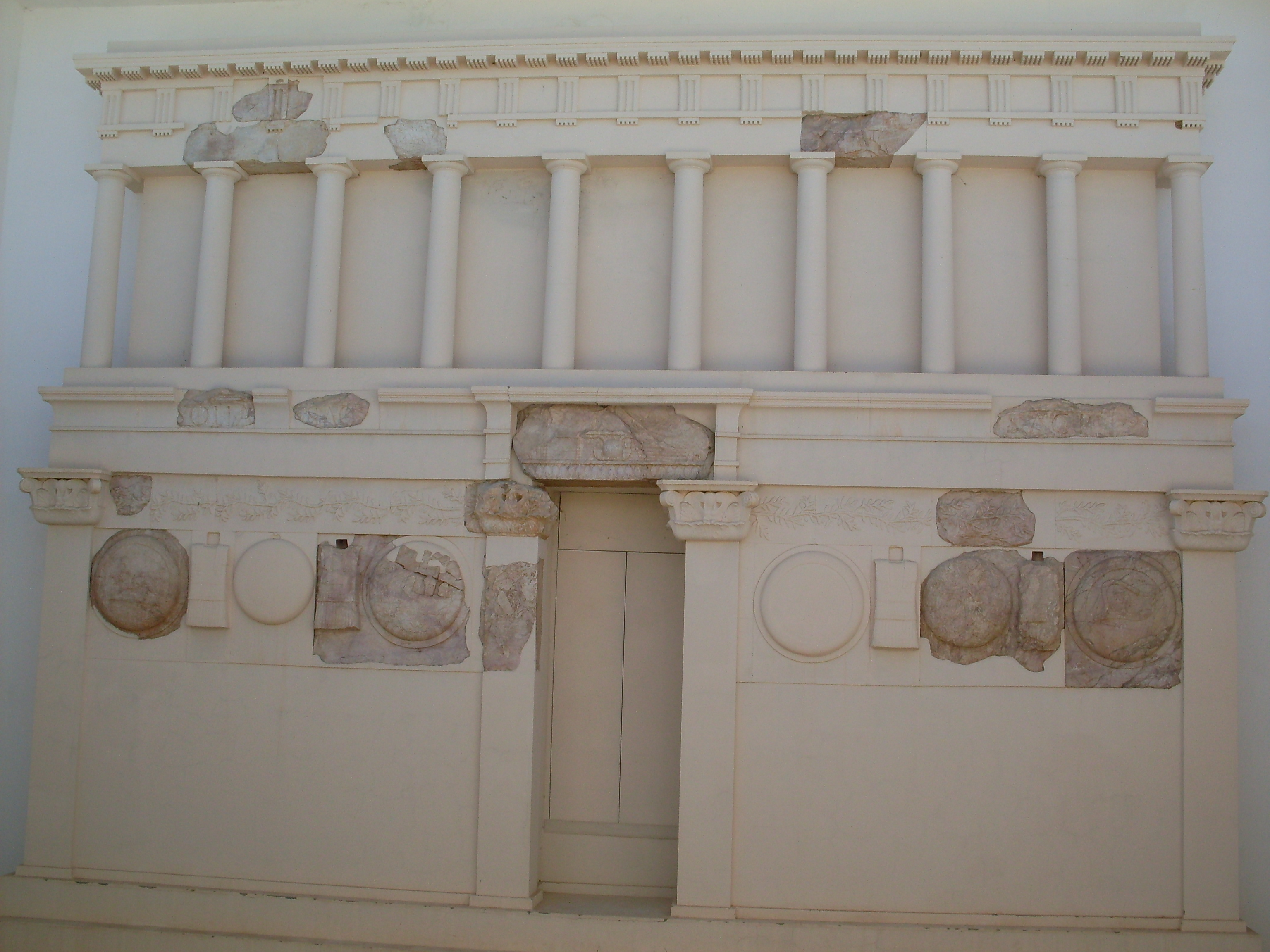
واجهة المعلم الملكي النوميدي بالمتحف الأثري بشمتو

يعرض المتحف المُكْتَشَفَات الأثرية في المنطقة وتاريخها وجغرافيتها:
- إراضة الشمال الغربي التونسي،
- شمتو بين عامي 500 و100 ق.م.،
- نصبًا من الحجر الرملي الطيني الصفحي الأخضر (يعود إلى القرن الثالث ق.م.) يمثّل فارسًا نوميديًا يحمل تاجًا، يعتقد أنه قائد أو أحد أفراد العائلة المالكة النوميدية،
- إعادة تشكيل واجهة معلم ملكي نوميدي، أقامه الملك النوميدي مكيبسا لوالده الملك ماسينيسا عام 139 ق.م.، كان موجودًا على قمة تلة قريبة تدعى "بُورفِيفَة"،
- شمتو الرومانية (باللاتينية: Colonia Iulia Augusta Numidica Simitthensium)،
- طرق استغلال الرخام بشمتو الرومانية (المعروف بالاسم اللاتيني: Marmor Numidicum)،
- شواهد قبور رومانية.

## معرض صور بعض معروضات المتحف

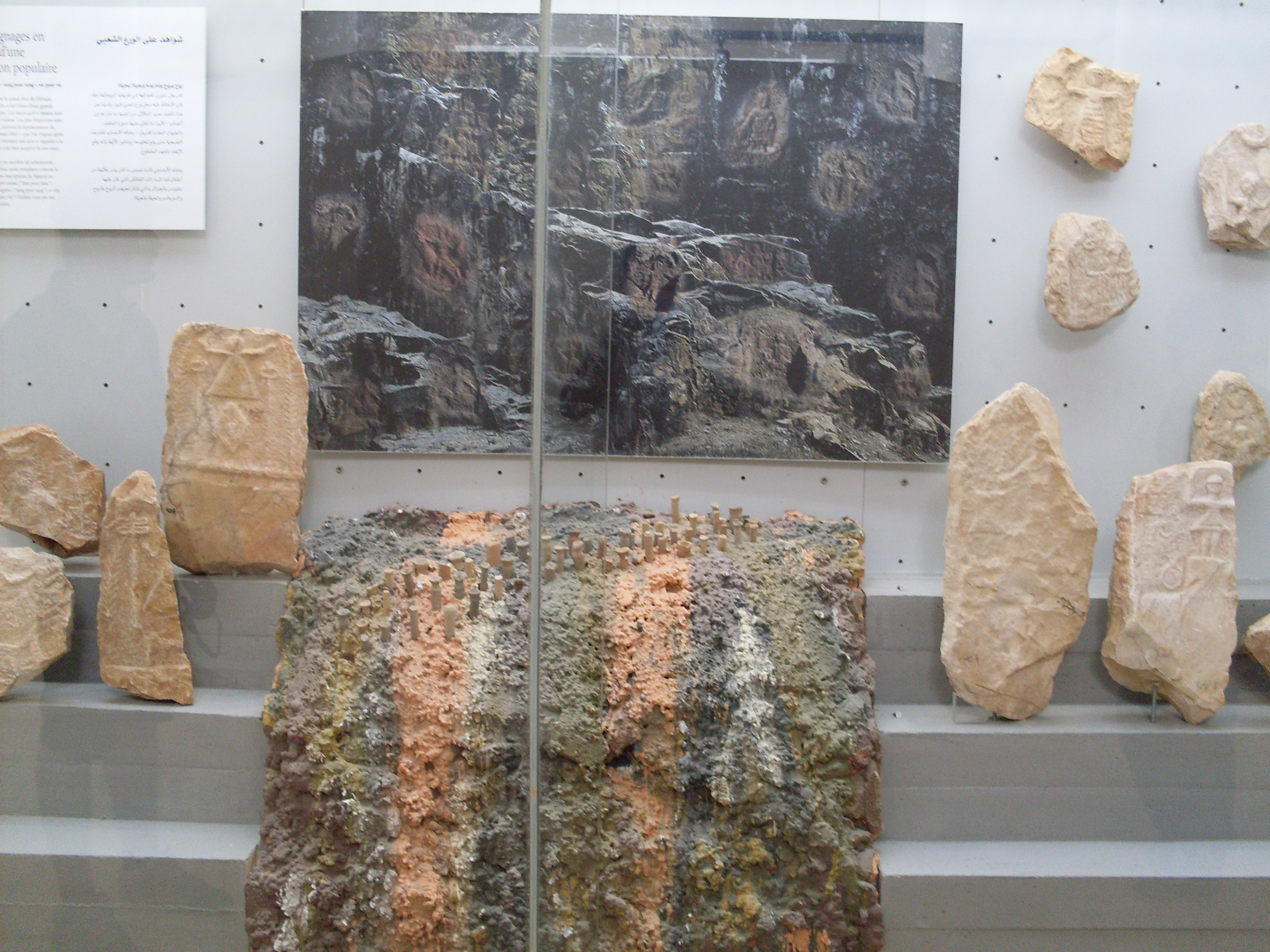
شواهد دينية نوميدية
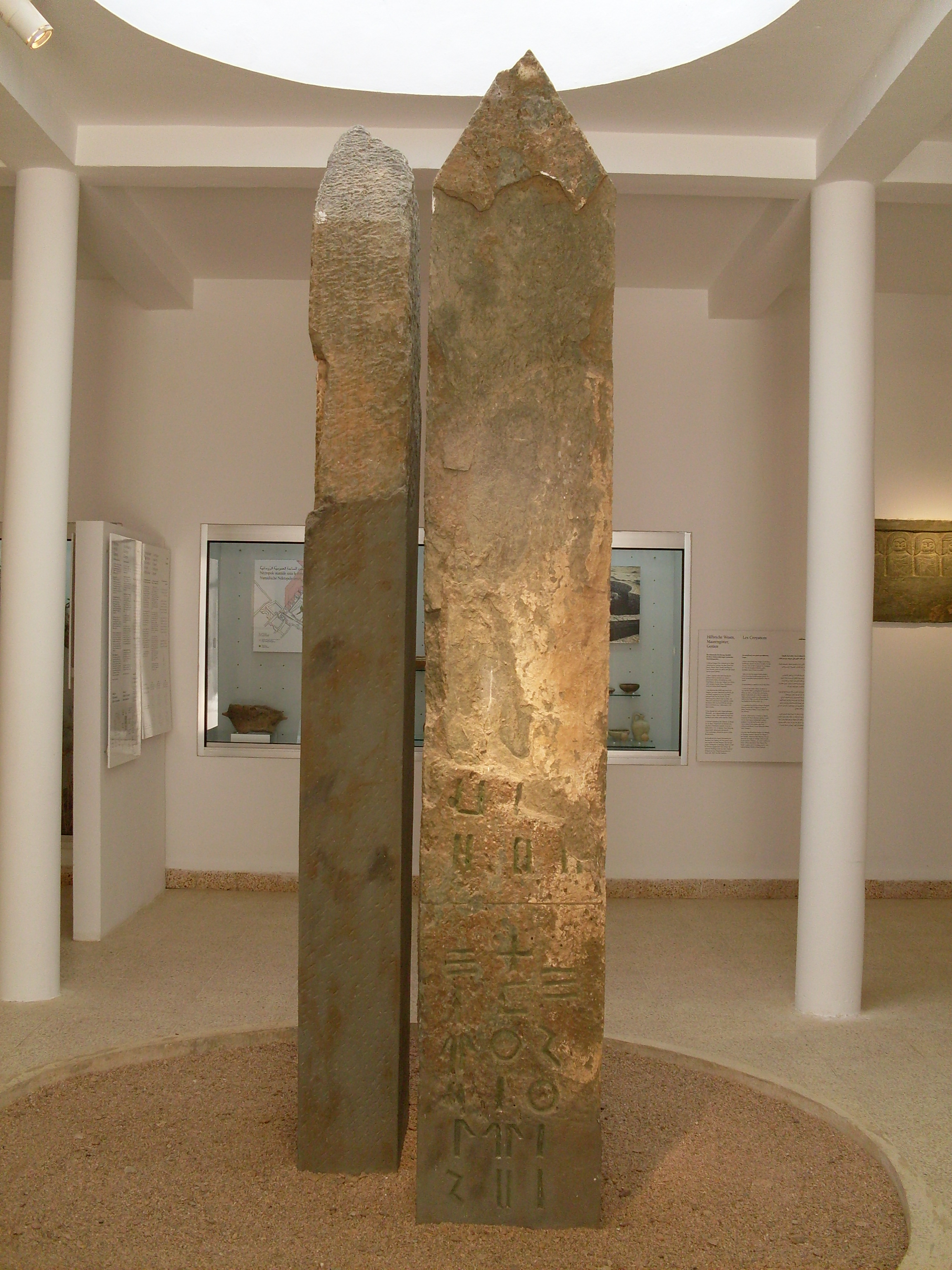
مسلة نوميدية
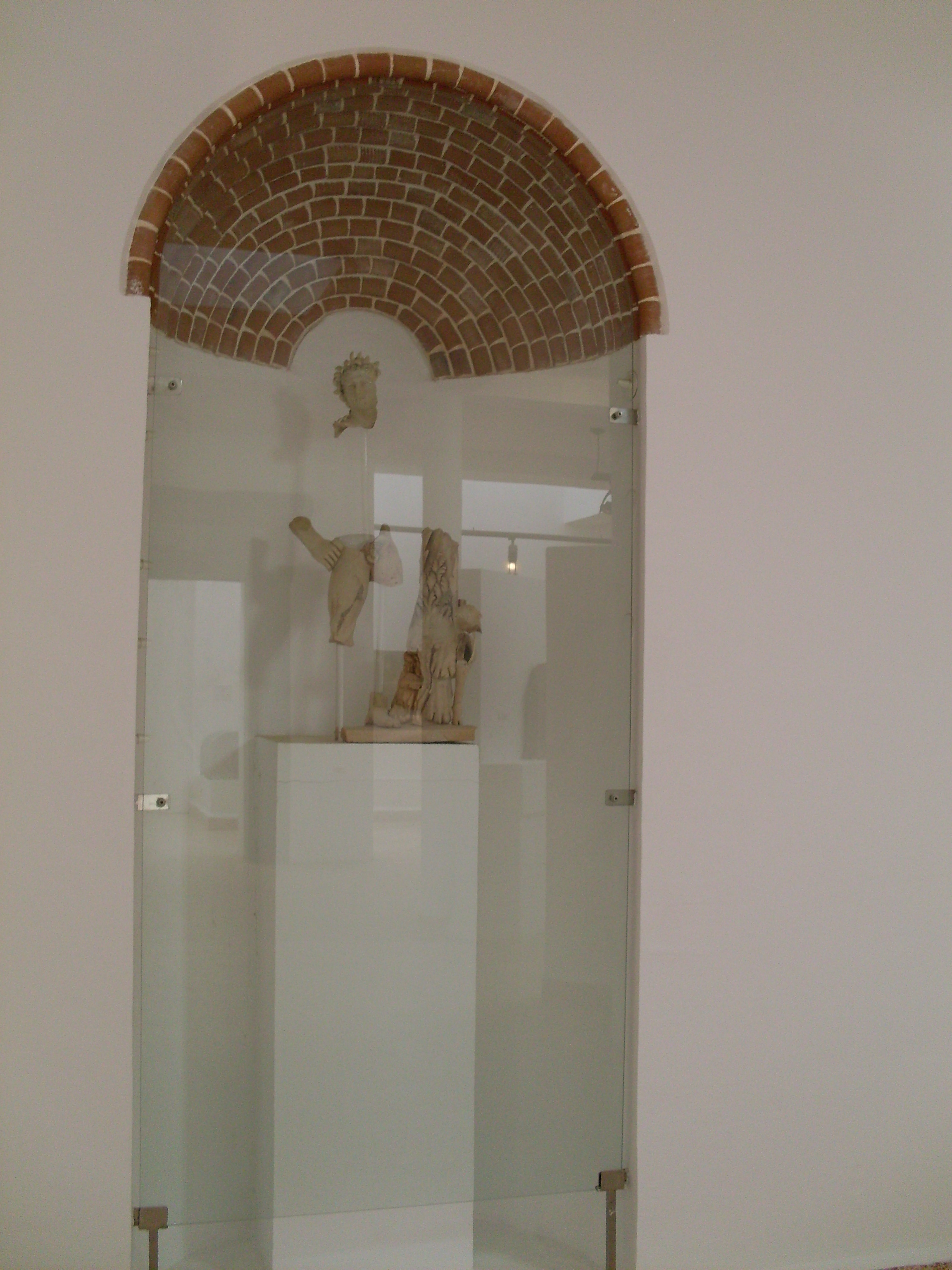
الإمبراطور الروماني كومودوس في هيئة هرقل
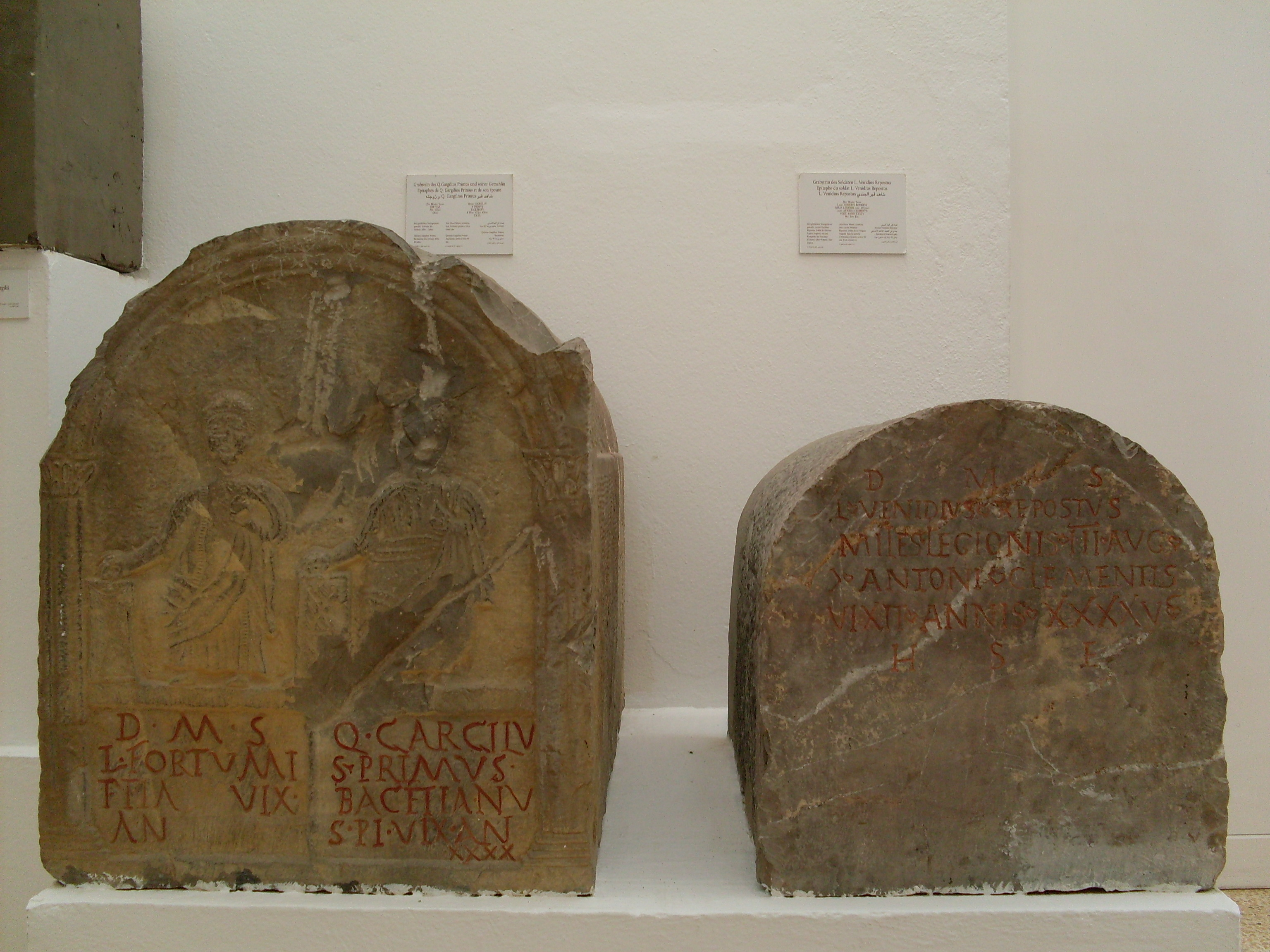
شاهدا قبرين رومانيين
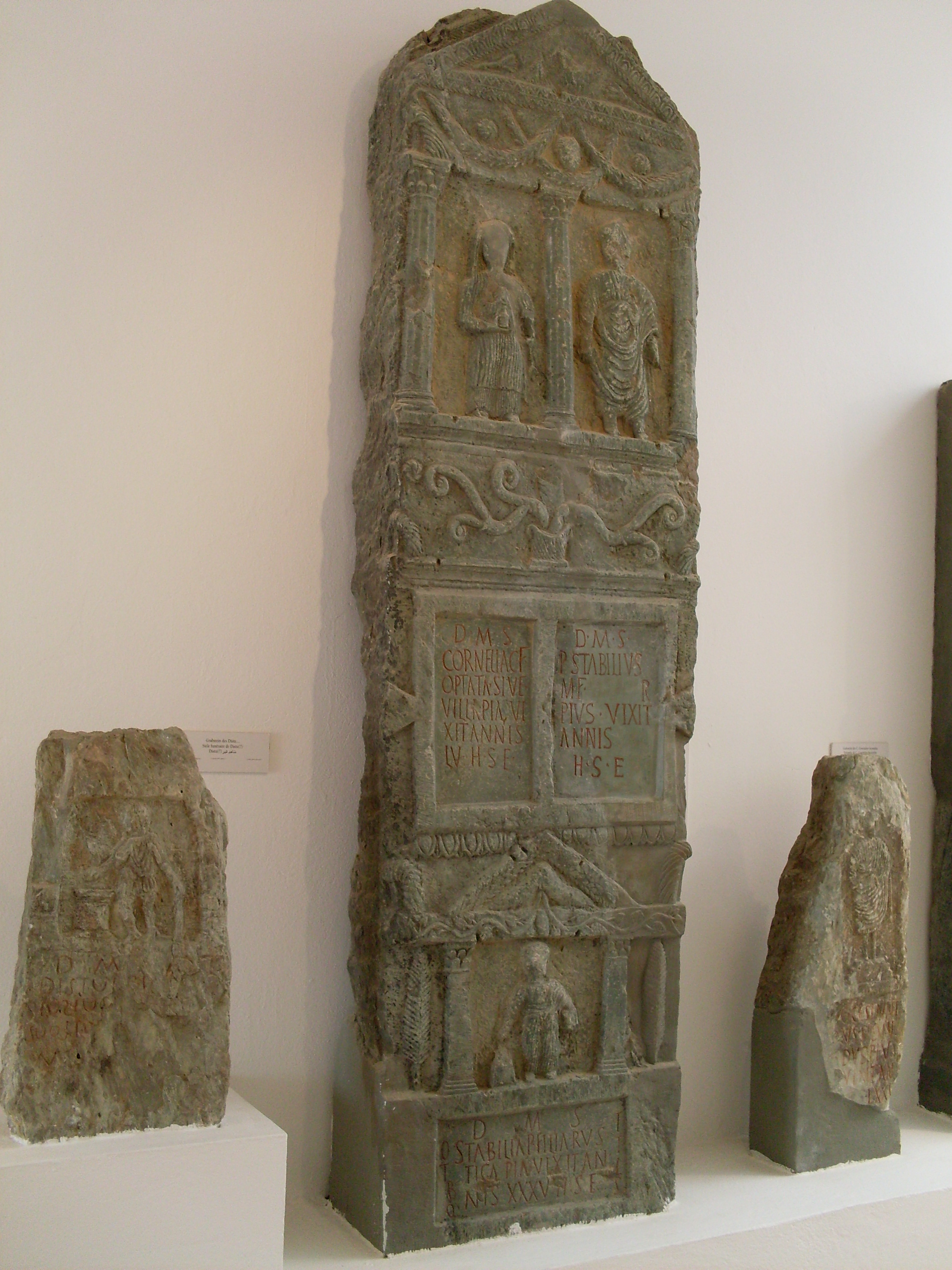
3 شواهد قبور رومانية
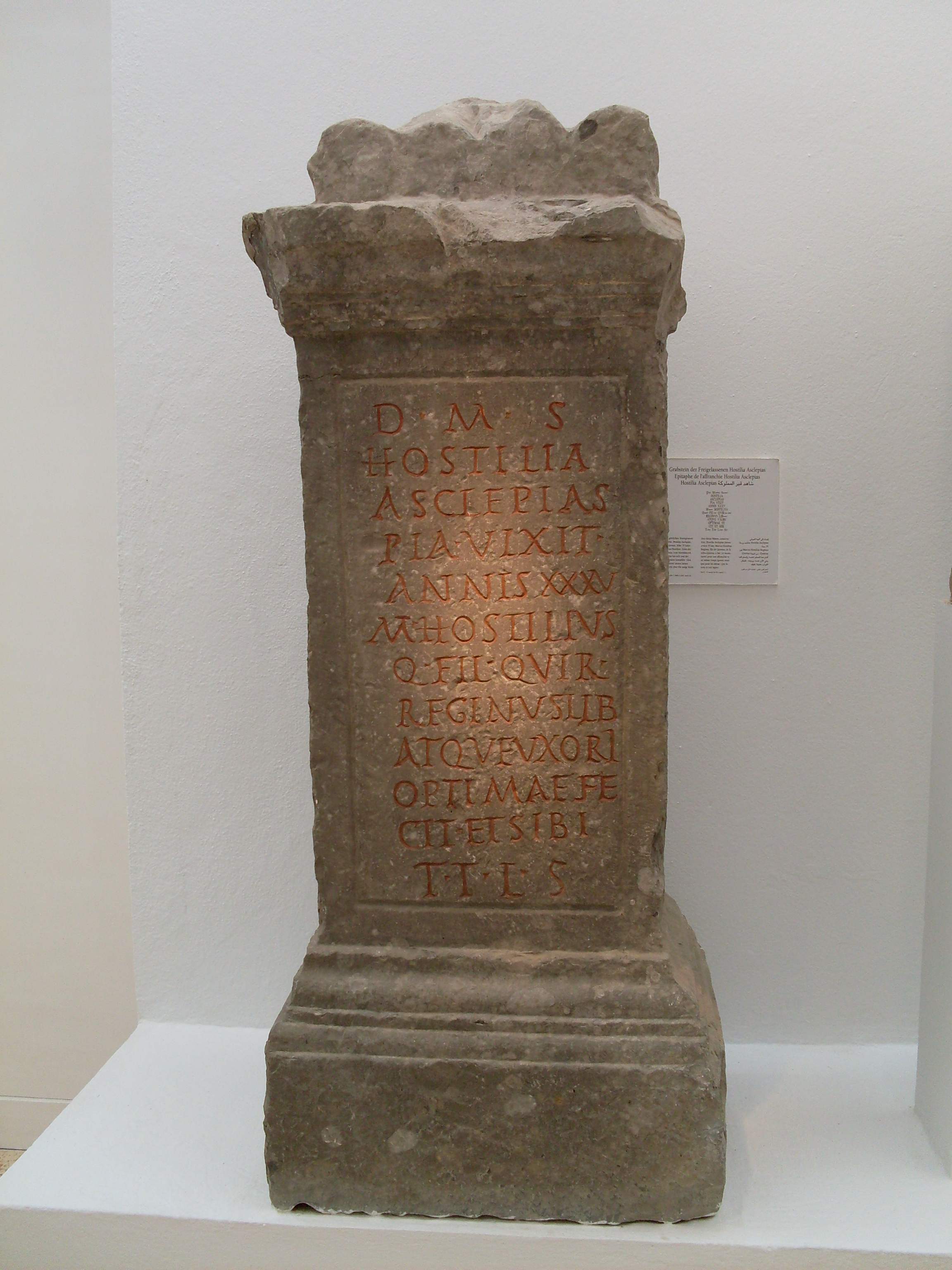
شاهد قبر روماني
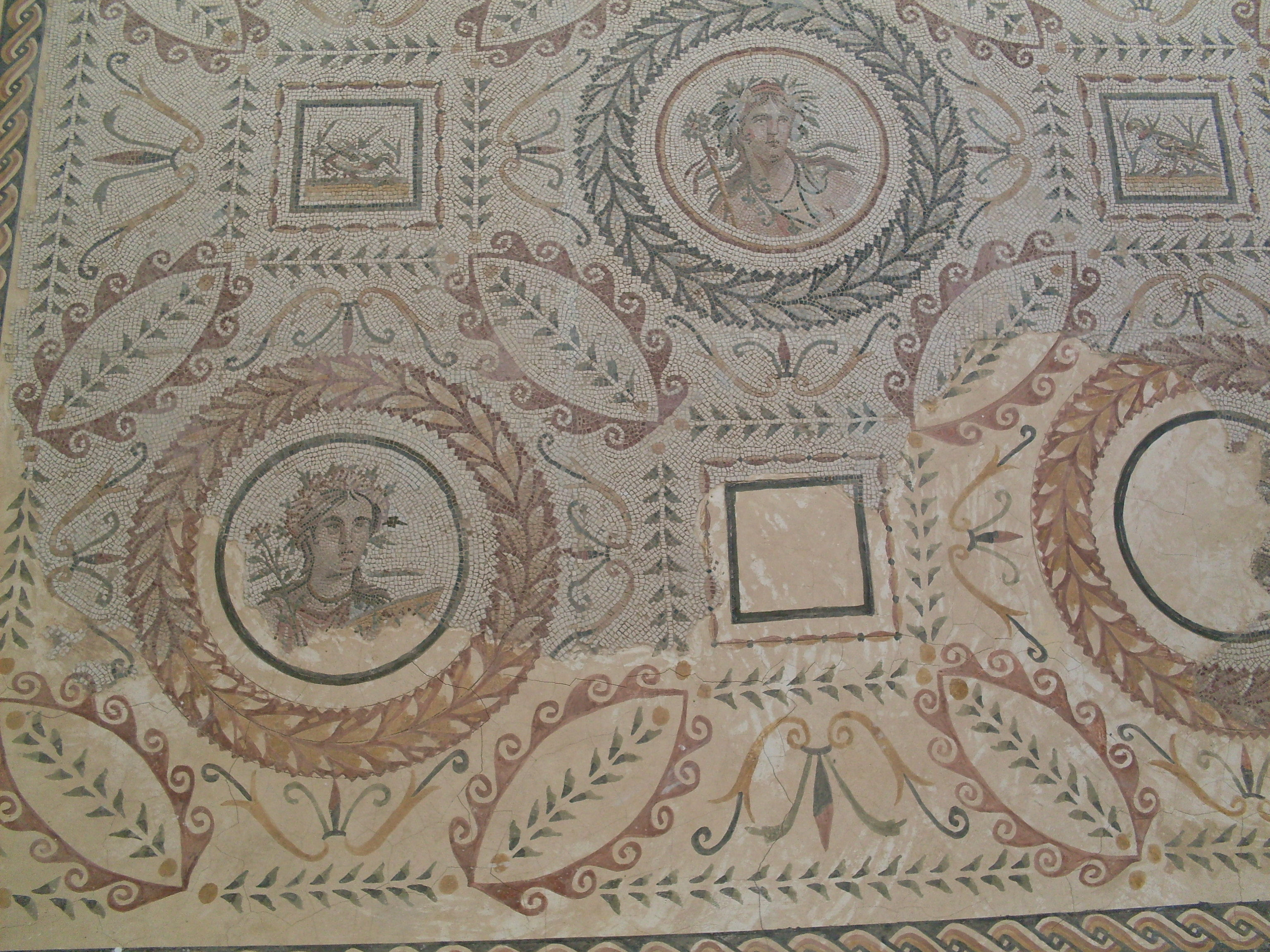
فسيفساء
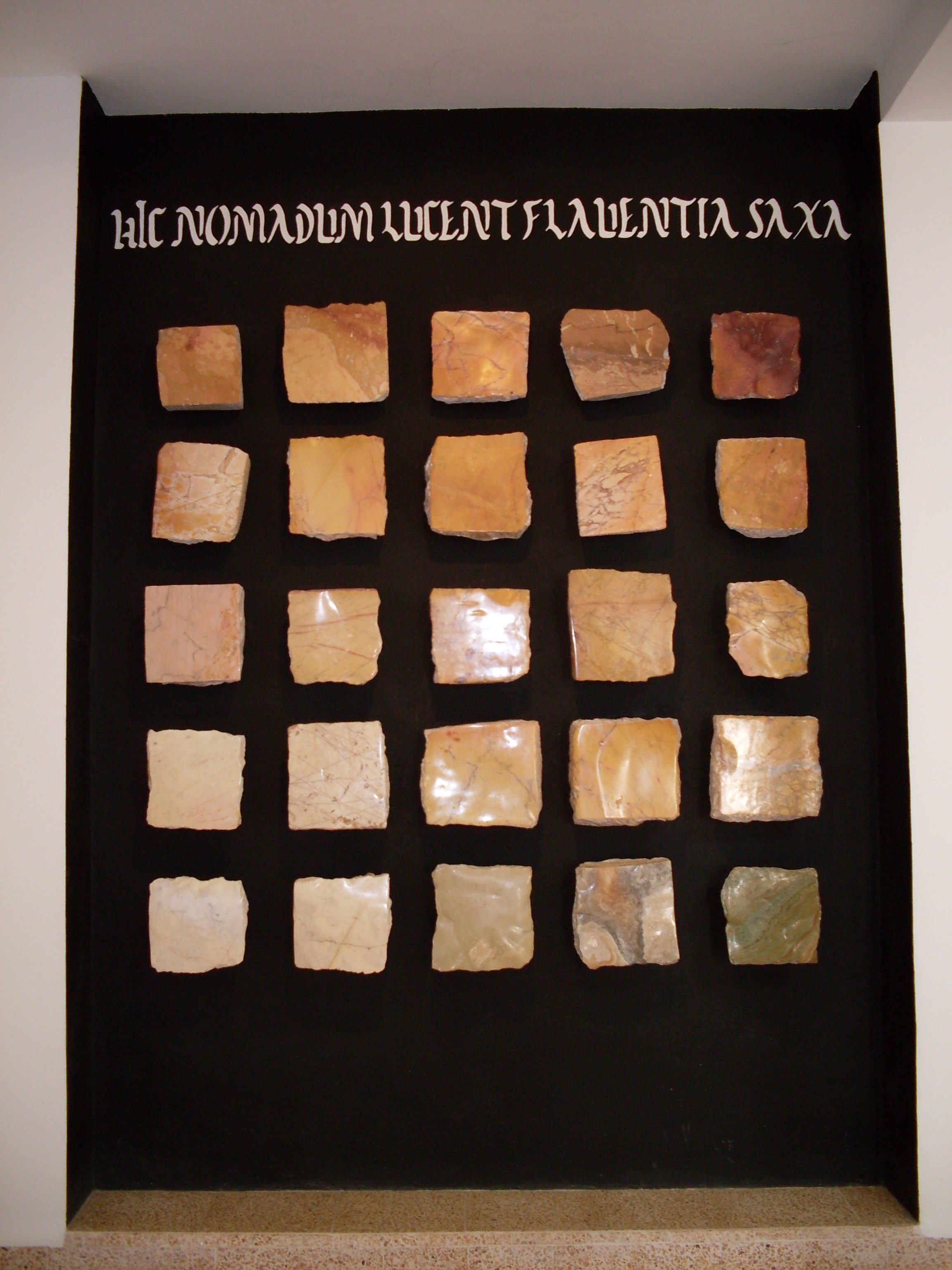
مختلف ألوان رخام شمتو
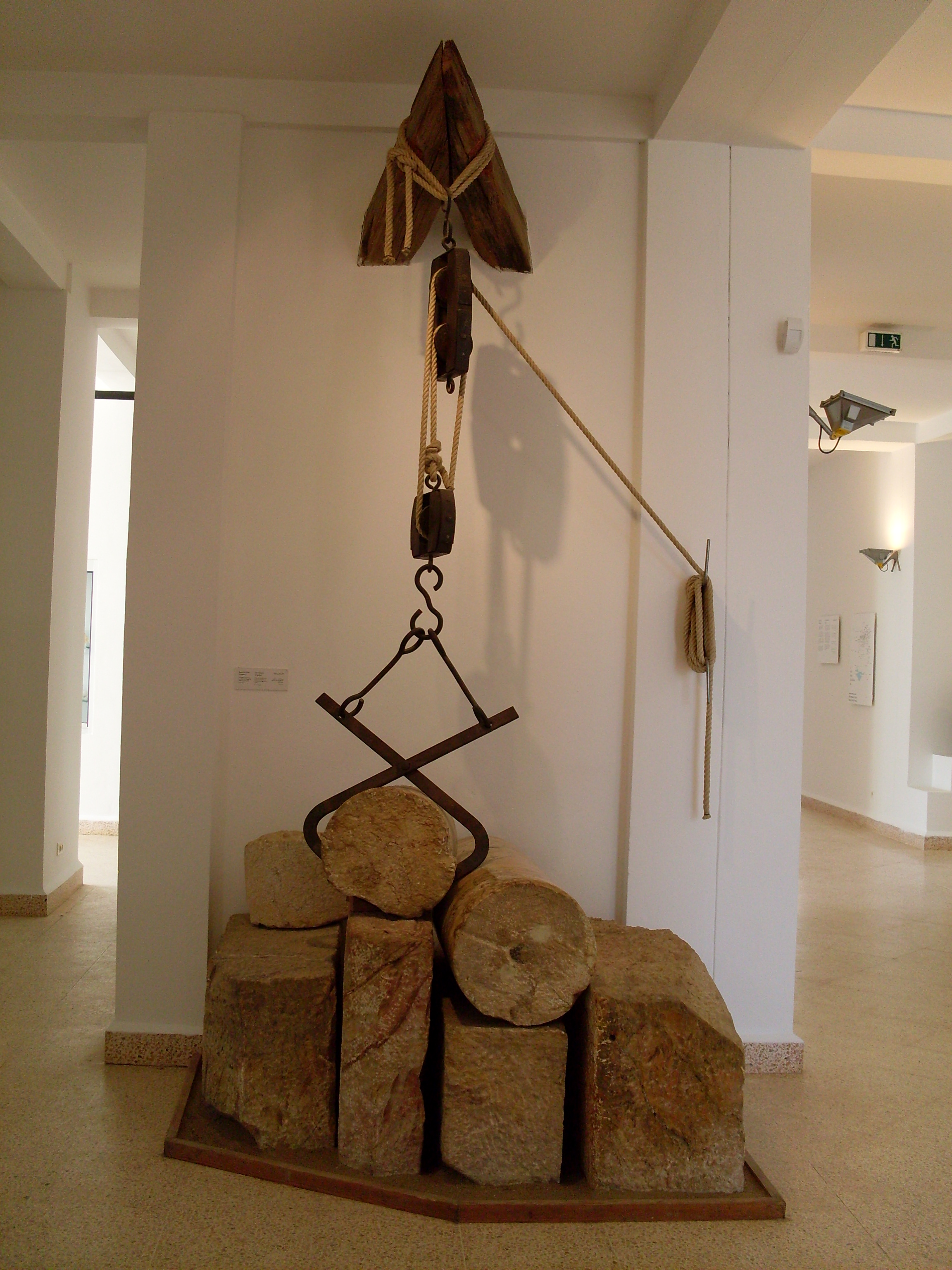
آلة رومانية لرفع الرخام
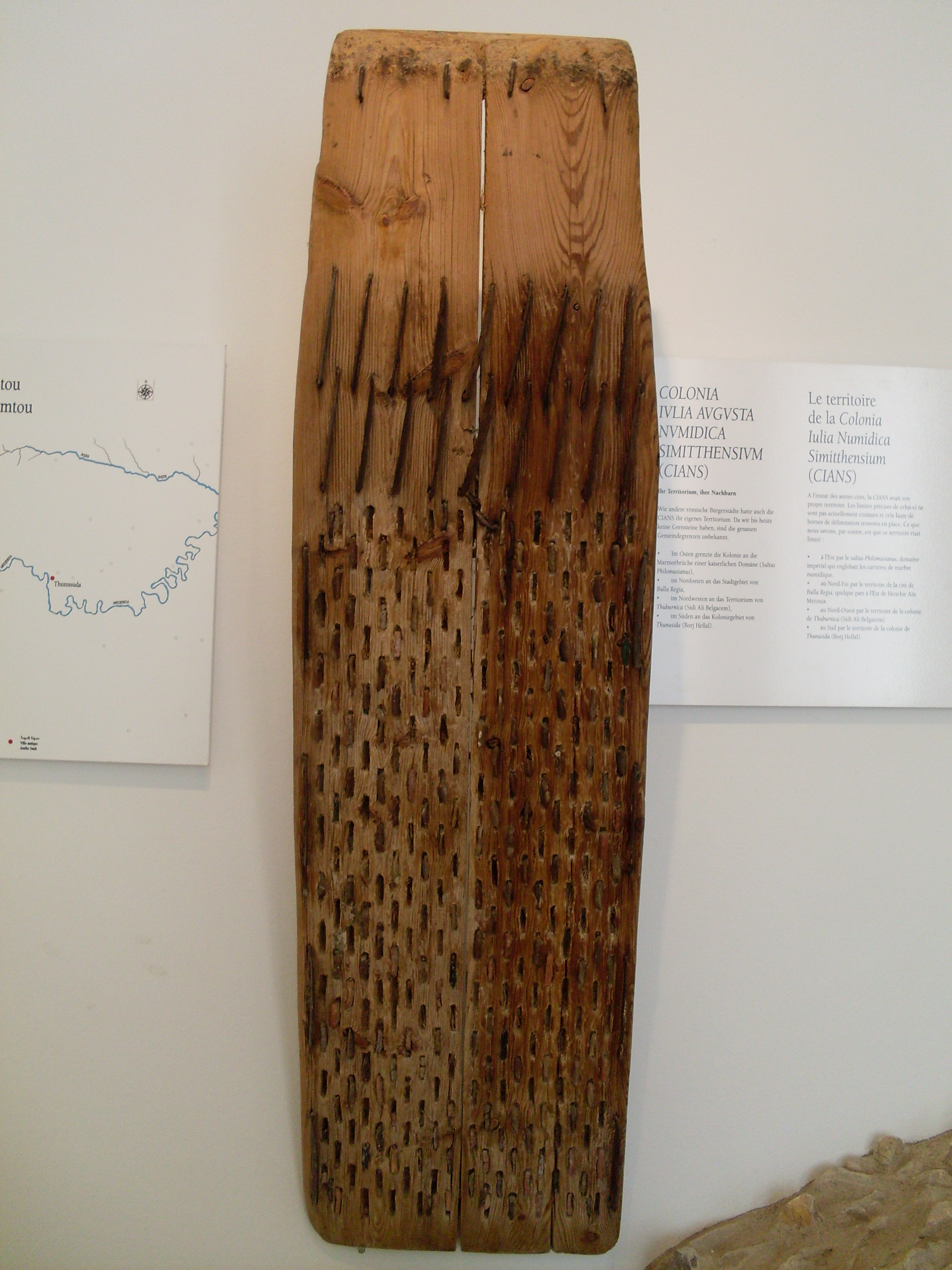
جاروشة قمح من القرن التاسع عشر الميلادي، كانت مستعملة أيضا في العصر النوميدي
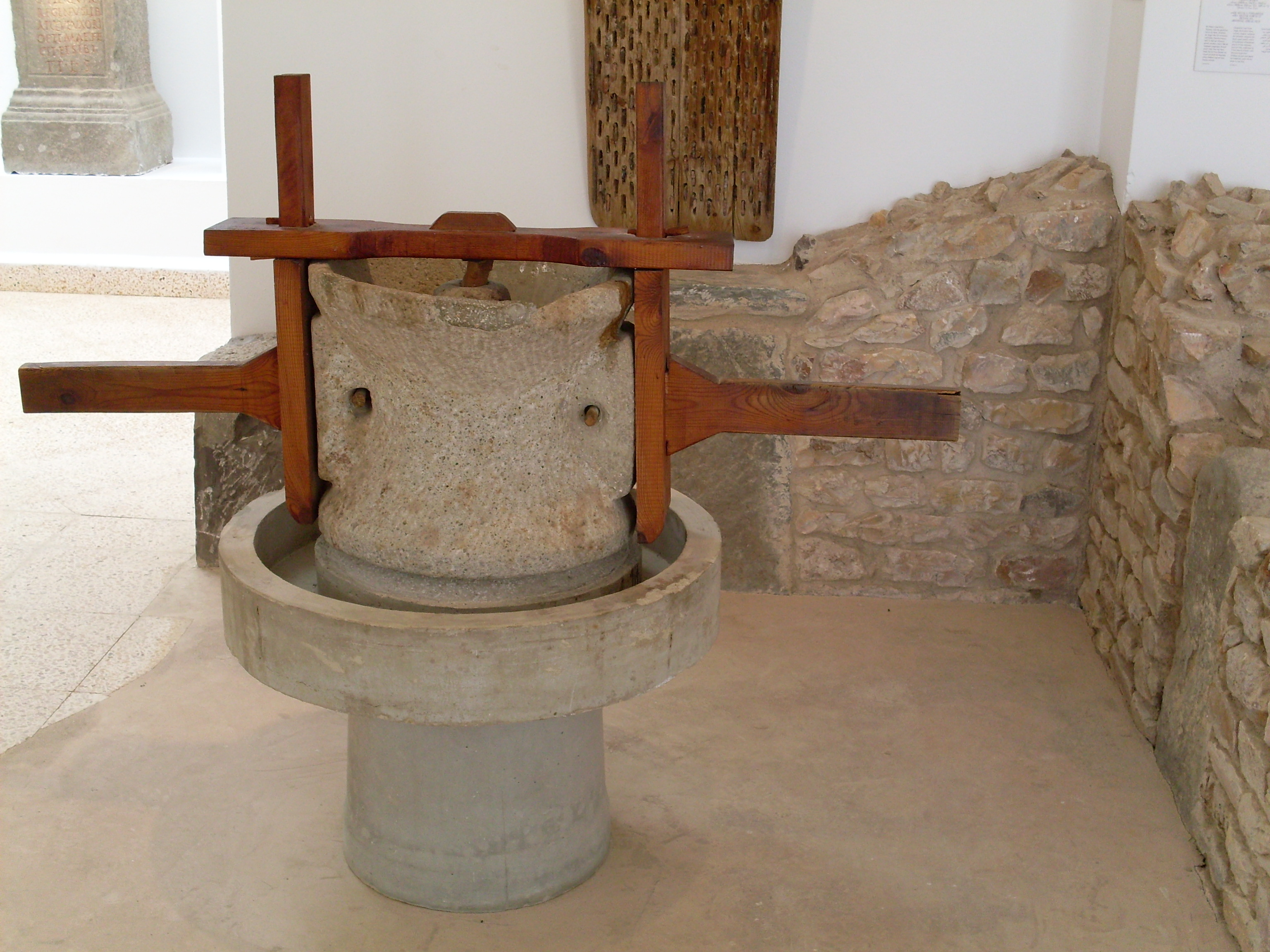
طاحونة